# Тертышников, Владимир Иванович
Владимир Иванович Тертышников (укр. Володимир Іванович Тертишников или же укр. Тертишніков; 22 августа 1941 — 17 августа 2022) — советский и украинский учёный-правовед, специалист в области гражданского процесса. Кандидат юридических наук (1972), профессор (1992) и член-корреспондент Национальной академии правовых наук Украины (2002). С 1967 по 2015 год работал в Харьковском юридическом институте, который позже был переименован в Национальный юридический университет имени Ярослава Мудрого, где занимал должности заведующего кафедрой теории государства и права (1974—1978), декана хозяйственно-правового факультета (1983—2007) и профессора кафедры гражданского процесса (1991—2015). В 2012 году ему было присвоено звание заслуженного профессора этого вуза. Заслуженный юрист РСФСР (1990).

## Биография
Владимир Тертышников родился 22 августа 1941 года в селе Криворожье Миллировского района Ростовской области РСФСР. Высшее образование получил в Харьковском юридическом институте, который окончил в 1967 году. Окончив вуз остался работать на кафедре гражданского процесса, где стал ассистентом. С 1969 по 1972 год обучался в аспирантуре на этой же кафедре. В 1972 году в родном вузе под научным руководством заведующего кафедрой — доцента Николая Васильченко защитил диссертацию на соискание учёной степени кандидата юридических наук по теме «Процессуальные средства укрепления советской семьи в производствах о расторжении брака». Его официальными оппонентами при защите этой работы стали профессор Павел Заворотько и доцент Иван Середа. Степень кандидата юридических наук была присвоена ему в том же году. Спустя год занял должность доцента.
В 1974 году некоторое время работал заместителем декана недавно созданного факультета № 1 (следственно-прокурорского) профессора Рафаила Павловского. Однако в том же году Тертышников был назначен заведующим кафедрой теории государства и права. Эту должность занимал до 1978 года, когда вернулся на кафедру гражданского процесса, где вновь стал доцентом. Тогда же он стал заместителем декана факультета № 2 (хозяйственно-правового) Владимира Тихого. В 1983 году Владимир Иванович сам возглавил этот факультет. При этом продолжал работать на кафедре гражданского процесса, где в 1991 году был повышен в должности до профессора. В 2002 году был избран членом-корреспондентом Академии правовых наук Украины (с 2010 года — Национальной).
За время своей научно-педагогической карьеры Владимир Тертышников стал научным руководителем у трёх кандидатов юридических наук —  Г. А. Светличной (1997), О. В. Рожнова (2000) и О. В. Шутенко (2003). В круг научных интересов профессора Тертышникова входили следующие проблемы гражданского процесса: принципы, структура гражданского судопроизводства, формы пересмотра судебных решений и защиты нарушенных гражданских прав, а также проблемы связанные с исполнительным производством. Он принимал активное участие в законотворческой деятельности, был членом рабочих групп, которые разрабатывали проекты законов Украины «О государственной исполнительной службе», «Об исполнительном производстве» и «О признании и исполнении в Украине решений иностранных судов».
Продолжал работать деканом факультета до 2007 года, а профессором кафедры гражданского процесса — до 2015 года. Коллеги характеризовали его как «оптимиста с чутким сердцем», который обладал такими качествами как «доброжелательность, интеллигентность, порядочность, искренность взглядов, искреннее отношение к людям и ответственность». Скончался в ночь на 17 августа 2022 года.

## Награды
Владимир Иванович был удостоен следующих наград и почётных званий:
- Орден «За заслуги» III степени (Указ Президента Украины от 9 декабря 2004 № 1456/2004) — «за высокий вклад в подготовку высококвалифицированных специалистов, многолетнюю плодотворную научную и педагогическую деятельность и по случаю 200-летия НЮАУ им. Ярослава Мудрого»[14];
- Заслуженный юрист РСФСР (1990)[6][3];
- Медаль «Ветеран труда» (1988)[6][3];
- Почётная грамота Кабинета министров Украины[укр.] (2003)[6][3];
- Почётная грамота Президента Республики Тува (1994)[6][3];
- Нагрудный знак МОН Украины «Отличник образования»[6][3];
- Премия имени Ярослава Мудрого (2001)[6][3];
- Заслуженный профессор Национального университета «Юридическая академия имени Ярослава Мудрого» (2012)[6].
- Орден Национального университета «Юридическая академия имени Ярослава Мудрого» III степени (20 ноября 2012)[15].